# Inti (Prinzessin)
Inti war eine Prinzessin der altägyptischen 6. Dynastie (Altes Reich) und eine Tochter von Pharao Teti.

## Herkunft und Familie
Inti war eine Tochter von Pharao Teti, dem ersten Herrscher der 6. Dynastie. Teti hatte mindestens drei königliche Gemahlinnen: Iput I., Chuit und eine Frau, deren Name nur unvollständig überliefert ist und vielleicht Chentkaus lautete. Welche dieser Frauen die Mutter Intis war, ist unbekannt. Zahlreiche Geschwister oder Halbgeschwister Intis sind bekannt: Ihre Brüder Userkare und Pepi I., die beide nach Tetis Tod den ägyptischen Thron bestiegen, sowie mehrere Schwestern, die alle nach Tetis Mutter Seschseschet benannt wurden: Nebtinubchet Seschseschet, Seschseschet Scheschit, Seschseschet Scheschti und Seschseschet Watetchethor.

## Titel
Inti trug folgende Titel: Königstochter (Sat-nesut), leibliche Königstochter (Sat-nesut-en-chetef), älteste Königstochter (Sat-nesut-tepi), älteste leibliche Königstochter und älteste geliebte leibliche Königstochter. Der Aufzählung ihrer Titel in ihrem Grab sind zudem die Namen der Teti-Pyramide und der Pepi-I.-Pyramide beigestellt, was nahelegt, dass Inti in irgendeiner Weise mit diesen Anlagen assoziiert war.

## Grabstätte
Inti wurde in einer Mastaba nahe der Teti-Pyramide in Sakkara beigesetzt. Diese besitzt einen beschrifteten Türsturz und beschriftete Türlaibungen sowie eine Scheintür.